# Engeriedspital
Das Engeriedspital ist ein privates Spital in Bern. Es gehört zur Lindenhofgruppe, die gemeinsam mit dem Engeriedspital noch das Lindenhofspital und das Sonnenhofspital betreibt. Entsprechend der in der Schweiz üblichen kantonalen Bewilligungspflicht ist die Lindenhofgruppe mit den drei Spitälern als Grundversorger (Akutsymptomatik) Bestandteil der am 8. Mai 2019 beschlossenen Spitalliste.

## Geschichte
1907 wurde durch die  Genossenschaft Privatklinik Engeried ein kleines Spital am Riedweg 11 eröffnet. Architekt war Fridrich Häusler. Im Jahr 1926 wurde der "Anbau Ost" ergänzt, welcher das Bauvolumen annähernd verdoppelte. 1965 wurde es umgebaut und 1966 der Pavillon Süd angebaut. 1965 erfolgte daneben ein Neubau am Riedweg 15. Im Gebäude Riedweg 11 befinden sich heute Arztpraxen. Im Bauinventar der Stadt Bern wird es als erhaltenswert eingeschätzt.
Die Privatklinikgruppe Sonnenhof AG Bern entstand im Januar 1998 durch Fusion vom Engeriedspital mit der Klinik Sonnenhof am Ostring.
Per 1. Januar 2012 hat die Stiftung Lindenhof Bern die Mehrheit am Aktienkapital der Sonnenhof AG übernommen. Heute gehören beide Spitäler mit dem Lindenhofspital zur Lindenhofgruppe.

## Leistungen
Im Jahr 2019 wurden 4681 Patienten stationär behandelt (Austritte). Es ist das kleinste Spital der Lindenhofgruppe und verfügt über 4 Operationssäle. Das Zentrum Innere Medizin Engeried wird neben der Inneren Medizin (Behandlung von Notfällen) noch die Spezialisierte Palliative Care (SPCE) angeboten (für Patienten mit Krebs- oder Bluterkrankungen, die wegen einer akuten Diagnose hospitalisiert werden müssen).